# Кроссосома
Кроссосома (лат. Crossosoma) — род североамериканских растений из семейства Кроссосомовые.

## Ботаническое описание
Виды рода Кроссосома — кустарники. Листья узко-эллиптические, черешок короткий. Цветки пятичленные. Лепестки цветков от 9 до 15 мм, округлые или продолговатые, обычно белого цвета.

## Распространение
Виды рода Кроссосома встречаются на юго-западе США и на северо-западе Мексики.

## Виды
По информации базы данных The Plant List (на июль 2016) род включает 3 вида:
- Crossosoma bigelovii S.Wats.[1]
- Crossosoma californicum Nutt. — Кроссосома калифорнийская
- Crossosoma parviflora  B.L.Rob. & Fernald